# هیزل (داکوتای جنوبی)
هیزل(به انگلیسی: Hazel) شهری در ایالت داکوتای جنوبی کشور ایالات متحده آمریکا است که جمعیت آن در سرشماری سال ۲۰۱۰ میلادی، ۹۱ نفر بوده‌است.